# Gilbert Badia
Pour les articles homonymes, voir Badia (homonymie).
Gilbert Badia, né le 11 septembre 1916 à Causses-et-Veyran (Hérault), mort le 5 novembre 2004 dans le 5e arrondissement de Paris, est un historien, journaliste et germaniste français. Son nom est lié aux nombreux ouvrages qu'il a consacrés à Rosa Luxemburg.

## Biographie
Fils d'immigrés catalans, Gilbert Badia entreprend des études de langue allemande, qui le conduisent à l'agrégation (1940). Au cours de ces études, il obtient un poste d'assistant (Austauschlehrer) en Allemagne où il séjourne durant deux années (1936-1938). Il est alors témoin de la montée du nazisme. Rentré en France, il se marie avec une institutrice communiste et adhère lui aussi au Parti communiste. Engagé dans la Résistance, il est chargé du « Travail allemand » (TA) parmi les soldats qui occupent la France. Il est arrêté en 1943, mais parvient à s'évader.
En 1945, il entre comme journaliste, puis rédacteur en chef du quotidien Ce soir, dirigé par Aragon et Jean-Richard Bloch. Il devient le secrétaire général, puis le directeur de ce journal avant de le quitter, en 1950, à la suite d'un désaccord éditorial. Il retourne dans l'enseignement, obtenant un poste de professeur d'allemand au lycée Charlemagne de Paris tout en collaborant à L'Écran français (de 1950 à 1952).
En 1964, il enseigne à l'université d'Alger où il fonde la section d'allemand qu’il dirige jusqu'en 1966. De retour en France, après un bref passage à l'Université de Nanterre, il intègre en 1968 le tout nouveau Centre universitaire expérimental de Vincennes, future Université de Paris 8, où il enseigne jusqu'à la fin de sa carrière en 1985.
En avril 1968 il participe à une émission des dossiers de l'écran consacrée au mur de Berlin
Gilbert Badia est un des spécialistes de Rosa Luxemburg à laquelle il a consacré sa thèse de doctorat d'État et d’autres publications.
Collaborateur de la revue La Pensée, auteur de livres sur l'Allemagne contemporaine, il avait créé dans les années 1970 une revue bilingue, Connaissances de la RDA, dont les positions n'étaient pas toujours bien vues par les autorités est-allemandes,. Outre la publication d'ouvrages sur le spartakisme, Rosa Luxemburg, Clara Zetkin, Gilbert Badia a traduit des textes d'écrivains allemands et germanophones (Bertolt Brecht, Martin Walser, Volker Braun, Anna Seghers, Georg Lukacs, etc.). Il collabore aussi, par de nombreux articles et notes de lecture, aux Cahiers d'histoire de l'Institut de recherches marxistes. Dans le cadre d'un numéro de ceux-ci, en 1994, « Regards sur l'histoire de la RDA », il livre, avec la prudence de l'historien envers lui-même[réf. nécessaire], son témoignage sur ses « voyages en RDA de 1950 à 1989 » et l'évolution de sa perception vis-à-vis de cet État.
Avec d'autres chercheurs liés au PCF, il a participé à la traduction de la correspondance Marx-Engels. Il s'est aussi attaché à l'histoire des antifascistes allemands.
Il a contribué au Dictionnaire critique du marxisme pour ce qui concerne le luxemburgisme.
Il collabore au volume « Allemagne », du Dictionnaire biographique du mouvement ouvrier international (Le Maitron), publié sous la direction Jacques Droz en 1990.
En 2021, une thèse de doctorat franco-allemande est consacrée à L'affrontement comme vecteur de réconciliation : Gilbert Badia et ses réseaux dans les transferts culturels entre la France, la RDA et la RFA.
Cette même année 2021, son étude sur le spartakisme, parue en 1966, est rééditée, actualisée par l'historien  Nicolas Offenstadt.

### Études concernant la RDA
L'historien Ulrich Pfeil passant en revue les recherches françaises sur l'Allemagne et en particulier sur l'ancienne RDA, avance que la recherche communiste concernant la RDA a été largement façonnée par Gilbert Badia. Selon lui, l'historicisation de son œuvre ne peut être isolée de son engagement politique envers la RDA, dont il a soutenu la reconnaissance diplomatique à divers niveaux avant 1973. Le Parti communiste au pouvoir en RDA (SED) valorisait son travail et soutenait financièrement ses publications afin de les utiliser pour leurs campagnes de promotion en France.
Le Laboratoire de recherches « Histoire de la RDA » s'est développé autour de Badia et de son collègue Jean Mortier à partir des années 1970 à l'université Paris VIII, considérée comme de gauche, et, dans les années suivantes, a donné des impulsions à d'autres travaux de recherche par le biais de conférences régulières. Celui-ci formait « une sorte de contre-société liée au Parti communiste français  » au sein des études franco-allemandes par ailleurs plutôt conservatrices. Dans différentes publications, la thèse, maintes fois avancée que, face à l'histoire allemande, la division était bien mieux adaptée à l'Allemagne, pouvait facilement être transféré à la période postérieure à 1945. Ainsi selon Bernhard Escherich, « en reprenant cette vieille thèse française […] Badia peut en même temps légitimer implicitement l'existence de la RDA, pour l'acceptation sociale et politique de laquelle il avait si durablement milité. La division n'est donc pas une situation à surmonter, mais une situation typique de l'histoire allemande et donc acceptable. »
Selon Ulrich Pfeil, jusqu'au début des années 1980, le point de vue des recherches communistes françaises concernant la RDA était le plus souvent « très apologétique », de sorte que l'érudition devait généralement se subordonner à des objectifs propagandistes et idéologiques.

## Publications
- La fin de la République allemande, 1929-1933, éditions sociales, Paris, 1958
- Histoire de l'Allemagne contemporaine, 2 volumes, éditions sociales, 1962, rééd. 1964, 1975, ouvrage repris et complété avec des collaborateurs en 1985
- Un pays méconnu : la République démocratique allemande (avec Pierre Lefranc), édition Leipzig, 1963, rééd. 1966.
- Les spartakistes, 1918, l'Allemagne en révolution, Collections archives, Julliard, 1966
- Le Spartakisme, les dernières années de Rosa Luxemburg et de Karl Liebknecht, 1914-1919, L'Arche, 1967, rééd. Otium, 2021 [compte rendu de l'ouvrage], [compte rendu de l'ouvrage]
- (choix et présentation) Rosa Luxemburg, textes, éditions sociales, 1969
- Rosa Luxemburg : Journaliste, polémiste, révolutionnaire, éditions sociales, 1975 (thèse de doctorat)[13]
- (direction) Les barbelés de l'exil, Presses universitaires de Grenoble, 1979[14]
- Feu au Reichstag : l'acte de naissance du régime nazi, éditions sociales, 1983 [compte rendu de l'ouvrage]
- (direction) Les Bannis de Hitler, EDI-Presses universitaires de Vincennes, 1984
- La Gestapo contre le Parti communiste : rapports sur l'activité du P.C.F. (décembre 1940-juin 1941), Paris, éditions sociales, coll. « Problèmes. Histoire », 1984, 234 p. (introduction et notes de Germaine Willard, Roger Bourderon et Gilbert Badia ; traductions [sous la dir.] de Gilbert Badia)
- Clara Zetkin, féministe sans frontières, Éditions de l'Atelier, 1993
- Rosa Luxemburg, épistolière, Éditions de l'Atelier, 1995
- Ces Allemands qui ont affronté Hitler, Éditions de l'Atelier, 2000